# Hugo Reyes (Izgubljeni)
Hugo "Hurley" Reyes je izmišljeni lik iz televizijske serije Izgubljeni kojeg je utjelovio glumac Jorge Garcia. Tijekom velikog dijela serije Hurley je komičan lik, iako je u određenim trenucima - a pogotovo u posljednjoj sezoni serije - prikazan u izrazito ozbiljno svjetlu. On postaje zaštitnik Otoka nakon Jacka Shepharda (Matthew Fox), a kao svog savjetnika imenuje Benjamina Linusa (Michael Emerson) na identičan način kako je to Jacob (Mark Pellegrino) učinio s Richardom Alpertom (Nestor Carbonell).
Priča njegovog lika uglavnom je uključivala njegovu borbu s mentalnom bolešću, vjerovanje da je njegov dobitak na lotu uklet za sve koji ga okružuju zbog povezanosti s brojevima koji se protežu u nekoliko različitih radnji serije te kratkotrajnu ljubavnu vezu s Libby (Cynthia Watros).